# كيربي سمارت
كيربي سمارت (بالإنجليزية: Kirby Smart)‏ هو مدير فني أمريكي، ولد في 23 ديسمبر 1975 في مونتغومري في الولايات المتحدة.